# Lactose-intolerantie
Lactose-intolerantie is het onvermogen de melksuiker lactose te verteren, waardoor darmklachten ontstaan. Jonge zoogdieren zijn dankzij het enzym lactase in staat lactose om te zetten in de monosachariden glucose en galactose die vervolgens opgenomen worden in het bloed. Het vermogen dit enzym te maken neemt met het stijgen van de leeftijd geleidelijk af, zodat de meeste mensenrassen (en alle andere zoogdieren) op volwassen leeftijd lactose-intolerant worden. Volwassenen uit bevolkingsgroepen die van oudsher hun hele leven melkproducten gebruiken kunnen over het algemeen wel lactose verdragen. Het voorkomen van verminderde lactosetolerantie varieert van 5% in Noord-Europa tot meer dan 90% in Afrikaanse en Aziatische landen.
Lactose-intolerantie is iets anders dan koemelkallergie, een van de meest voorkomende allergieën. Bij een allergie zet een eiwit het afweersysteem in werking, en ook een geringe hoeveelheid daarvan kan tot een levensbedreigende toestand leiden. Dit is niet het geval bij een intolerantie.
Cacao in combinatie met melk, als in melkchocolade kan ook leiden tot allergische reacties. Dit kunnen problemen met de luchtwegen zijn, opgezwollen wangen, of rode uitslag. In verdere stadia van de allergie kunnen de reacties heviger worden.
Aangezien lactose voor de helft uit galactose bestaat, kan er in plaats van een lactose-intolerantie ook sprake zijn van galactosemie.

## Symptomen
Lactose is een stof die bijdraagt aan een hoge osmotische waarde in de darmen en kan bovendien als voedingsbron voor bepaalde soorten bacteriën dienen. Het eerste bemoeilijkt in de dunne darm de opname van water, zodat de inhoud en de transportsnelheid toeneemt, met krampen (buikpijn), misselijkheid en 'gerommel' als voelbare symptomen. In de dikke darm volgen andere problemen: bepaalde bacteriën fermenteren de lactose waarbij koolzuurgas, waterstofgas en organische zuren vrijkomen. Ook dit veroorzaakt buikpijn, winderigheid en in ernstige gevallen diarree, die waterig dun is, zurig ruikt, en soms schuimt en groenig van kleur is.

## Voorkomen
| Voedingsmiddelen met minder dan 1g/100g lactose           | g/100g     |
| --------------------------------------------------------- | ---------- |
| Boter                                                     | 0,1-1      |
| Camembert                                                 | 0 (tot >1) |
| Feta (45+)                                                | 0,5        |
| Harde kazen                                               | 0-0,1      |
| Pure chocolade (>75% cacao)                               | 0-0,5      |
| Voedingsmiddelen met tussen de 1g/100g en 5g/100g lactose | g/100g     |
| Karnemelk                                                 | 4-5        |
| Kwark (20% vet)                                           | 2,7-3,7    |
| Melk (geit)                                               | 4,2        |
| Melk (koe)                                                | 4,6-4,8    |
| Yoghurt                                                   | 3,2-4,5    |
| Voedingsmiddelen met meer dan 5g/100g lactose             | g/100g     |
| Melkchocolade                                             | 9,5        |
| Melkpoeder (mager)                                        | 50         |
| Roomijs                                                   | 6-7        |
| Smeerkaas (45+)                                           | 6,3        |
| Weipoeder                                                 | 72,8       |

Lactose komt niet alleen voor in melk en melkproducten, maar ook vaak als goedkope vulstof bij kant-en-klaargerechten, bouillonblokjes, brood, broodjes (met name krentenbollen), eierkoeken, koekjes, worst enz, en in dranken als rivella en taksi. In sommige orale geneesmiddelen wordt lactose als hulpstof gebruikt. In koemelk zit ongeveer 5 gram lactose per 100 ml. In moedermelk en geitenmelk zitten vergelijkbare gehaltes. In yoghurt en karnemelk is het gehalte 2 à 5 gram per 100 ml en bij de meeste harde kazen (bijvoorbeeld oude Goudse kaas, oude geitenkaas, cheddar, Parmezaanse kaas) is de concentratie tot meer dan 1000 maal lager.
Onderzoek heeft uitgewezen dat lactosegehaltes vaak worden overschat en diëtisten waarschuwen voor al te rigoureuze verwijdering van melkproducten uit het dieet. Zij bevelen aan om niet veel minder dan het maximaal te verdragen gehalte te consumeren. Bij de meeste volwassen lactose-intoleranten ligt dat gehalte hoger dan 3 gram per dag. Vaak wordt zelfs ongeveer 10 gram (evenveel als in een glas melk) verdragen zonder nadelige gevolgen, zeker als het gaat om kleine porties die gedurende de dag worden ingenomen, of als melk tijdens een maaltijd wordt gedronken. Sinds 2006 is er in veel supermarkten lactosevrije melk verkrijgbaar. In natuurvoedingswinkels is ook lactosevrije yoghurt te koop. Aan deze producten is vooraf het enzym lactase toegevoegd. Bij de apotheek is dit enzym ook in capsule- of tabletvorm verkrijgbaar. Lactase zorgt ervoor dat lactose wordt gesplitst in glucose en galactose, zodat de negatieve gevolgen van lactose niet optreden. Aan consumptie-ijs wordt in bepaalde gevallen in de fabriek lactase toegevoegd om het zoeter te maken en om de structuur te verbeteren.

## Diagnose
Er bestaan verschillende methoden om lactose-intolerantie vast te stellen:
1. Provocatietest: hier wordt een aantal dagen een lactosevrij dieet gevolgd en daarna bijvoorbeeld een glas melk of een lactoseoplossing gedronken. Als bovengenoemde klachten optreden is er mogelijk sprake van lactose-intolerantie.
2. Waterstoftest: na een aantal dagen lactosevrij te hebben gegeten moet een patiënt een oplossing drinken met 50 gram lactose. Vervolgens wordt gemeten hoeveel waterstof de patiënt uitademt gedurende twee à drie uur. Waterstof wordt door darmflora uitgescheiden die lactose afbreekt als dat niet gebeurt door het enzym lactase. Dit is de standaardtest voor het aantonen van lactose-intolerantie. De test is positief bij 20 ppm waterstof of meer. Bij ongeveer een vijfde van de patiënten is deze test toch negatief omdat hun darmflora geen waterstof maakt uit lactose, maar methaan.
3. Zuurgraadtest: de zuurgraad van de ontlasting wordt gemeten. Zure ontlasting kan duiden op lactose-intolerantie. Deze methode wordt met name bij kinderen toegepast.
4. Gentest: sinds kort is een genetische test beschikbaar die lactose-intolerantie kan vaststellen met wat wangslijm.
5. Bloedsuikertest: hier wordt het glucosegehalte gemeten in het bloed na blootstelling aan lactose. Als dit na een à twee uur minder stijgt dan 10 mg/dl (0,55 mmol/dl) bij een blootstelling aan 50 g lactose wordt het niet omgezet en is er sprake van lactose-intolerantie.
6. Weefseltest: een biopt wordt getest op lactase of mRNA. Deze nogal drastische methode wordt zelden toegepast.

## Genetica

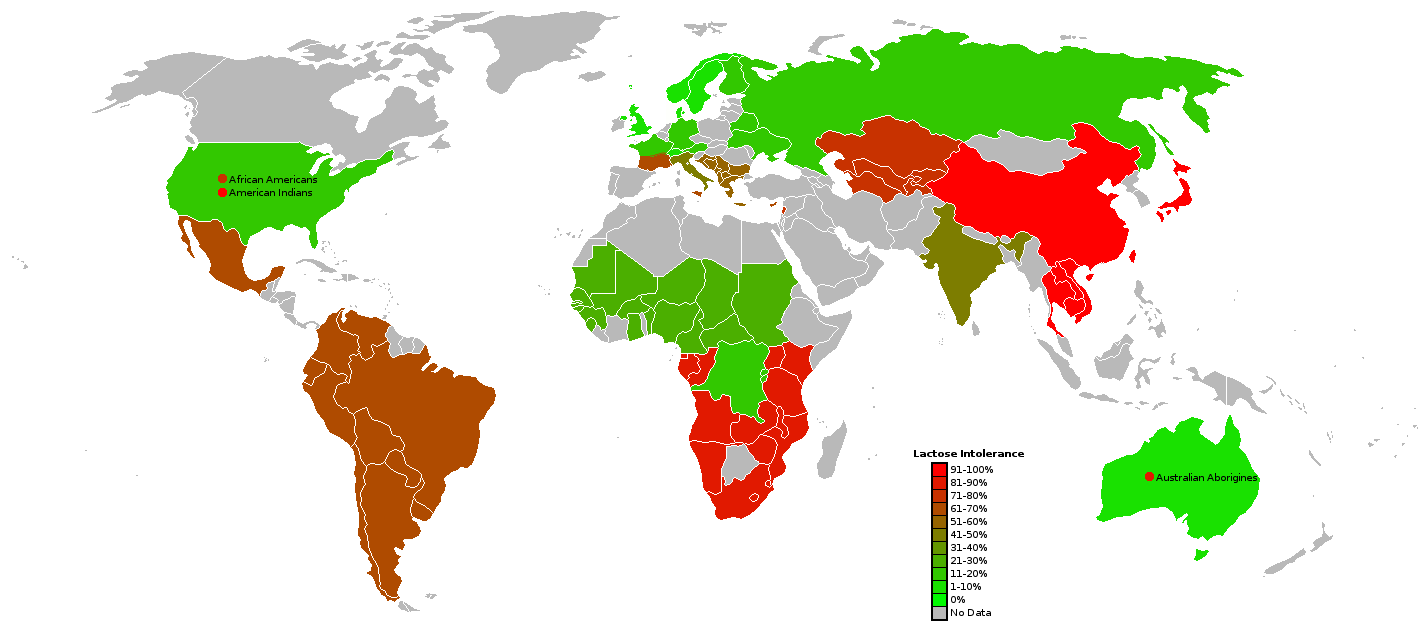
Lactose-intolerantie per regio (Bij de Afrikaanse landen is het enkel een ruwe schatting)

Alleen Europeanen lijken in meerderheid lactose op volwassen leeftijd te kunnen verteren, dit wordt ook wel lactase-persistentie genoemd. Maar ook in Europa is volgens schattingen 10 tot 15% van alle mensen lactose-intolerant. Beide lijken geheel verklaard te kunnen worden door een mutatie vlak bij het gen voor lactase. Ongeveer 60-80% van de personen met lactose-intolerantie kampt ook met fructosemalabsorptie.
Baby's krijgen bij de geboorte de aanleg om voldoende lactase te maken mee om de lactose in melk te kunnen verteren. Het is voor de mens eigenlijk heel gewoon dat de lactaseproductie vanaf een leeftijd van een paar jaar continu afneemt omdat dan geen lactose meer verteerd hoeft te worden gezien het feit dat zoogdieren na de zoogperiode overstappen van melk naar vaste voeding. De leeftijd waarop dit gebeurt is afhankelijk van de etniciteit: bijvoorbeeld onder mestiezen in Peru worden 30-55% van de kinderen lactose-intolerant voor het vierde levensjaar voor Noord-Europeanen en Chinezen is dit respectievelijk 6 en circa 30%. In de laatste eeuwen zijn de Europeanen (en ook hun afstammelingen, de Amerikanen en Australiërs) steeds meer melkproducten gaan consumeren, zodat het grootste deel van hen nu hun hele leven lactase produceert. Daardoor wordt lactose-intolerantie in deze landen als aandoening gezien, terwijl lactose-intolerantie eigenlijk een heel natuurlijk proces is. 
Uit het DNA van de neanderthaler, dat sinds februari 2009 in kaart is gebracht, lijkt dat deze mensensoort ook lactose-intolerant te zijn geweest.

## Andere oorzaken
Hoewel lactose-intolerantie in feite de normale toestand is, kunnen er ook bijzondere oorzaken voor zijn. Zo is er een aangeboren defect waardoor een pasgeborene het enzym lactase niet aanmaakt. Dit is een zeer zeldzame aandoening. Daarnaast is er nog een groep aandoeningen die leidt tot secundaire lactose-intolerantie, bijvoorbeeld door operatieve verwijdering of bestraling van de dunne darm, door darmparasieten (bv. Giardia lamblia), virussen (bv. Rotavirus), schimmels, (bv. Candida albicans) of na een periode van ondervoeding.